# Lista de estádios de futebol de Pernambuco

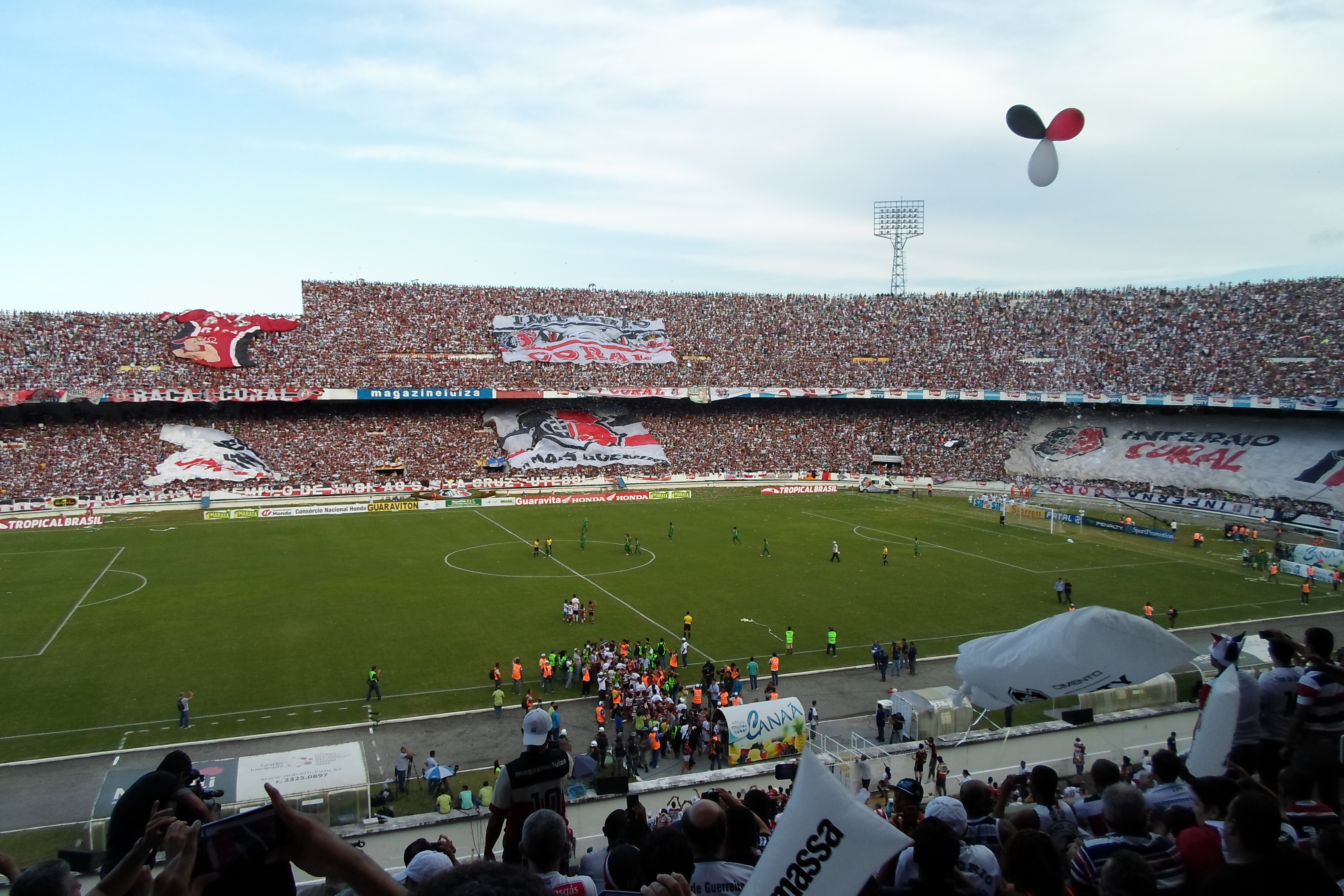
O Estádio José do Rego Maciel, mais conhecido como: Estádio do Arruda ou Arrudão, ou ainda Mundão do Arruda, é o maior estádio de futebol particular e o maior do estado.

Esta é uma lista dos estádios de futebol do estado de Pernambuco, com um breve resumo de suas informações, com destaque para o maior estádio de futebol do estado de Pernambuco e maior estádio de futebol privado, Estádio do Arruda.

## Os estádios
Nesta listagem, é utilizada a capacidade liberada para os jogos oficiais em competições, pois nem todos os estádios tem disponível a capacidade oficial reconhecida com uma medição oficial. Aqui, estão listados todos os maiores estádios do estado de Pernambuco, tendo como base o CNEF (Cadastro Nacional de Estádios de Futebol) da Confederação Brasileira de Futebol (CBF), divulgados em 18 de janeiro de 2016. Os dados podem não serem os mesmos nos laudos em competições oficiais da Federação Pernambucana de Futebol.

## Demais estádios
| Pos | Nome                                              | Apelido                  | Cidade                   | Capacidade | Inauguração       |
| --- | ------------------------------------------------- | ------------------------ | ------------------------ | ---------- | ----------------- |
| 11  | Estádio Antônio Inácio de Souza                   | Vera Cruz                | Caruaru                  | 6 000      | Reformado em 2015 |
| 12  | José Joaquim Albertins                            | Jacosão                  | Vicência                 | 5.500      | —                 |
| 13  | Gerson Emery                                      | —                        | Garanhuns                | 5.500      | —                 |
| 14  | Estádio Municipal Gileno de Carli                 | Gileno de Carli          | Cabo de Santo Agostinho  | 5.459      | —                 |
| 15  | Estádio Municipal Gilson Tirburtino de Souza      | Chapadão do Araripe      | Araripina                | 5.341      | —                 |
| 16  | Estádio Otávio Limeira Alves                      | Limeirão                 | Santa Cruz do Capibaribe | 5.039      | 1938              |
| 17  | Estádio Municipal Edvanes Nascimento              | Edvanes Nascimento       | Santa Maria da Boa Vista | 5.000      | —                 |
| 18  | Estádio Antônio Galdêncio Freire                  | Galdenção                | Itacuruba                | 5.000      | —                 |
| 19  | Estádio Municipal Nildo Pereira de Menezes        | Nildo Pereira (Pereirão) | Serra Talhada            | 5.000      | 1973              |
| 20  | Manoel Anísio Mota                                | —                        | Petrolândia              | 5.000      | —                 |
| 21  | Estádio Nossa Senhora do Ó                        | Nossa Senhora do Ó       | Ipojuca                  | 5.000      | —                 |
| 22  | Paulo de Souza Coelho                             | Paulo Coelho             | Petrolina                | 5.000      | —                 |
| 23  | Arthur Tavares de Melo                            | Arthur Tavares           | Bonito                   | 4.000      | —                 |
| 24  | Eugênio de Araújo                                 | Olindão                  | Olinda                   | 4.000      | —                 |
| 25  | Estádio Municipal Dr. João Ferreira Lima          | Ferreira Lima            | Timbaúba                 | 3.750      | —                 |
| 26  | Estádio José Vareda                               | José Vareda              | Limoeiro                 | 3.500      | —                 |
| 27  | Estádio Municipal Paulo Pessoa Cavalcanti Petribú | Paulo Petribú            | Carpina                  | 3.500      | —                 |
| 28  | Estádio Ewerson Simões Barbosa                    | Barbosão                 | Chã Grande               | 3.400      | 2010              |
| 29  | Estádio Olívio Lemos                              | —                        | Altinho                  | 3.012      | —                 |
| 30  | Áureo Bradley                                     | —                        | Arcoverde                | 3.000      | —                 |
| 31  | Estádio Municipal Anteógenes Chaves               | Anteógenes Chaves        | Catende                  | 3.000      | —                 |
| 32  | Estádio Municipal Antônio Dourado Neto            | Antônio Dourado          | Ipojuca                  | 3.000      | —                 |
| 33  | Estádio Municipal de Ouricuri                     | O Bigodão                | Ouricuri                 | 3.000      | —                 |
| 34  | Estádio Municipal Ulisses Arcanjo de Oliveira     | Ulisses de Oliveira      | Palmares                 | 3.000      | —                 |
| 35  | Estádio Carlos Alberto Gomes de Oliveira          | Coqueirão                | Surubim                  | 3.000      | —                 |
| 36  | Estádio Joaquim José de Brito                     | Joaquim de Brito         | Pesqueira                | 2.200      | —                 |
| 37  | Estádio Municipal Luiz Brito Bezerra de Melo      | Luiz Brito de Melo       | Barreiros                | 2.000      | —                 |
| 38  | Jefferson de Freitas                              | —                        | Jaboatão dos Guararapes  | 2.000      | —                 |
| 39  | Estádio Municipal Professor Luiz Alexandrino      | Luiz Alexandrino         | Camaragibe               | 2.000      | —                 |
| 40  | Valdemar Viana de Araújo                          | —                        | Afogados da Ingazeira    | 1.735      | —                 |
| 41  | Moacir Soares                                     | —                        | Cupira                   | 1.500      | —                 |
| 42  | Estádio Walter Dantas Caldeira                    | Caldeirão                | Lagoa de Itaenga         | 1.500      | —                 |
| 43  | Estádio Municipal de Goiana Agamenón Magalhães    | Agamenon Magalhães       | Goiana                   | 1.300      | —                 |
| 44  | Estádio Municipal Alfredo Bandeira de Melo        | Campo Murado             | Igarassu                 | —          | —                 |
| 45  | Estádio Municipal do Araripe                      | —                        | Ouricuri                 | 2.000      | —                 |
| 46  | Estádio Grito da República                        | Rio Doce                 | Olinda                   | 10.700     | 2008              |
| 47  | Estádio Laurindo Lins Cavalcanti                  | —                        | São Bento do Una         | —          | —                 |
| 48  | Estádio Políbio Lemos                             | —                        | Altinho                  | 3.500      | —                 |

## Outros estádios
| Nome                              | Apelido                      | Cidade                  | Capacidade | Inauguração |
| --------------------------------- | ---------------------------- | ----------------------- | ---------- | ----------- |
| Campo da Avenida Malaquias        | Avenida Malaquias            | Recife                  | —          | 1918        |
| Campo da Jaqueira                 | América Parque               | Recife                  | 2 000      | 1920        |
| Campo do British Club             | —                            | Recife                  | —          | 1906        |
| Campo do Derby                    | —                            | Recife                  | —          | 1905        |
| Campo de Afogados                 | —                            | Recife                  | —          | 1928        |
| Estádio Jefferson de Freitas      | —                            | Jaboatão dos Guararapes | —          | 1948        |
| Severino Cândido Carneiro         | Cândido Carneiro (Carneirão) | Vitória de Santo Antão  | 10 911     | 1990        |
| Estádios extintos ou desativados. |                              |                         |            |             |